# 파비오 첼레스티니
파비오 첼레스티니(이탈리아어: Fabio Celestini, 1975년 10월 31일, 보 주 로잔 ~)는 스위스의 축구 감독이자 전 선수이다. 수비형 미드필더로 활약한 그는 15년 동안 현역 선수로 보내면서 로잔-스포르에서 시작과 끝을 맞이했고, 4개 구단 소속으로 프랑스와 스페인 무대를 10년을 누비며 활약했다. 그는 스위스 국가대표팀 일원으로 유로 2004에 참가했다.
은퇴 후, 그는 감독일에 뛰어들었다. 그는 현재 스위스 슈퍼리그의 바젤 감독이다.

## 클럽 경력
로잔 출신인 첼레스티니는 고향 로잔-스포르에서 프로 무대 신고식을 치렀고, 이후 4년 동안 프랑스의 트루아와 마르세유에서 활약했다. 그는 후자의 구단 소속으로 2004년 UEFA컵 결승전에서 후반전 교체로 출전했는데, 마르세유는 발렌시아에 0-2로 패했다.
첼레스티니는 2004년에 스페인 무대로 건너가 레반테에서 1년을 활약했다. 소속 구단이 입단 1년 만에 강등당한 후, 그는 또다른 라 리가 구단인 헤타페로 이적했고, 비록 붙박이 주전까지 되지는 않았지만, 출전 기회를 자주 잡았다. 2007-08 시즌, 마드리드 교외를 연고로 하는 구단은 UEFA컵에서 8강전까지 올라갔는데, 그도 안데를레흐트와의 조별 리그 안방 경기에서 득점을 올려 2-1 승리에 힘을 보탰다.
2010년 2월 16일, 직전까지 2년 동안 자주 기용되었지만, 붙박이 주전이 아니었던 34세의 첼레스티니는 헤타페와의 계약을 연장하지 않을 것임을 못박았고, 로잔과 1년 계약을 맺고 복귀하기로 결정했다. 그러나, 은퇴 후 구단에서의 향후 역할을 놓고 협상이 결렬되면서, 그는 시즌 종료 전에 은퇴하기로 결정했고, 그의 마지막 경기는 12월 15일에 열린 팔레르모와의 유로파리그 조별 리그 경기였다.

## 국가대표팀 경력
1998년부터 스위스 국가대표팀에서 활약한 첼레스티니는 국가대표팀 경기에 35번 출전했고, 유로 2004에도 참가했다.(2경기에서 일부를 소화하였으나, 조별 리그 탈락을 막지 못했다)

## 감독 경력
2015년 3월 24일, 스페인의 말라가에서 수석 코치를 역임한 후, 이탈리아의 아마추어 구단인 테라치나의 사령탑으로 계약했고, 첼레스티니는 마르코 시모네의 후임으로 로잔-스포르의 감독이 되었는데, 로잔은 당시 스위스 챌린지리그에서 부진의 늪에 빠졌었다. 2개월 후, 그는 감독으로서 3년 계약을 체결했다.
2015-16 시즌, 첼레스티니는 2년 만에 소속 구단을 스위스 슈퍼리그에 복귀시켰다. 2018년 10월 3일, 그는 같은 리그의 루가노 감독이 되었다. 1년을 딱 넘어서, 그는 성적 부진으로 경질되었고, 후임으로 마우리치오 야코바치가 취임했다.
첼레스티니는 2020년 1월 2일에 루체른의 감독으로 계약했다. 그의 구단과의 계약은 2021년 11월 22일에 해지되었는데, 시즌 대부분을 하위권에서 맴돌며 14번의 경기에서 승점 10점을 쌓는데 그쳤다.
2022년 11월 21일, 그는 시옹의 감독으로 취임했다. 그러나, 그는 2023년 3월 3일에 해임되었다.
2023년 10월 31일, 그는 바젤의 신임 감독으로 취임했는데, 취임 당시 바젤은 이 시즌 스위스 슈퍼리그에서 최하위에 가라앉았다. 그는 초반에 분위기를 반전시켜 강등 직행권에서 벗어났다.

## 수상
개인
- 스위스 슈퍼리그 올해의 감독: 2016–17[21]